# Gisela Freund
Gisela Freund (* 30. November 1920 in Solingen; † 9. März 2023 in Erlangen) war eine urgeschichtliche Archäologin. Ihre Forschungsschwerpunkte lagen auf der Ur- und Frühgeschichte, dem Paläolithikum und Pleistozän, aber auch der Steinzeit Süd- und Ostasiens. Als eigenes Forschungsprojekt leitete sie „Das Paläolithikum und Mesolithikum des Unteren Altmühltals II“ (Sesselfelsgrotte).

## Akademische Laufbahn
Nach Ableistung des Reichsarbeitsdienstes von 1939 bis 1940 studierte sie bis 1944 Ur- und Frühgeschichte, Geschichte, Germanistik, Kunstgeschichte, Geographie und Paläontologie an den Universitäten Greifswald, Breslau und Prag und wurde von Lothar Zotz bei der Ausgrabung der Himmlerschen Organisation Forschungsgemeinschaft Deutsches Ahnenerbe in Dolní Vestonitse im okkupierten Reichsprotektorat Böhmen und Mähren eingesetzt. 1944 wurde sie mit dem Hauptfach Ur-, Vor- und Frühgeschichte an der Philosophischen Fakultät der Deutschen Karls-Universität Prag promoviert. Der Titel ihrer Arbeit war Pschedmost Teil 1: der Stand der Forschung, Teil 2: Die Steingeräte. Die maschinenschriftliche Dissertation über die Ausgrabungen bei Předmostí (deutsch Przedmost, bei Přerov) wurde nie gedruckt. Anschließend arbeitete Gisela Freund in Prag als Assistentin am Institut für Ur-, Vor- und Frühgeschichte; bei ihrer Flucht 1945 gingen sämtliche wissenschaftlichen Unterlagen verloren.
Nach Kriegsende war sie ein Jahr ohne Beschäftigung. Ab 1946 arbeitete sie an ihrer Habilitationsschrift im Vorgeschichtlichen Seminar der Universität Marburg und erhielt 1947 eine Assistentenstelle am Institut für Ur- und Frühgeschichte der Friedrich-Alexander-Universität Erlangen-Nürnberg (FAU) bei Lothar Zotz, wo sie sich 1949 mit Die Blattspitzen des Paläolithikums in Europa habilitierte.
Von 1950 bis 1954 war Gisela Freund Privatdozentin in Erlangen und damit die erste Frau, die an dieser Universität nach einem regelgerechten Habilitationsverfahren eine Privatdozentur antrat. 1955 wurde sie dort Wissenschaftliche Assistentin und Privatdozentin, erhielt 1956 eine Diätendozentur in Höhe von 200,- DM und im nächsten Jahr eine außerplanmäßige Professur. Ab 1962 leitete sie die von Zotz begonnene Grabung im Altmühltal. Nach dem Tod von Zotz hatte sie von 1967 bis 1969 die Vertretung des Lehrstuhls für Ur- und Frühgeschichte und die kommissarische Institutsleitung inne. 1969 erreichte sie eine Berufung auf den Lehrstuhl für Vor- und Frühgeschichte der Universität Hamburg. Diesen lehnte sie jedoch zugunsten einer Berufung auf den Lehrstuhl für Ur- und Frühgeschichte der Universität Erlangen ab. Damit wurde Gisela Freund die erste Frau, die einen Lehrstuhl an der Philosophischen Fakultät der FAU innehatte, und die dritte an der gesamten Universität nach Ingeborg Esenwein-Rothe und Fairy von Lilienfeld. Zugleich war sie die erste Frau in Deutschland, die auf eine C4-Stelle, die zu dem Zeitpunkt am höchsten dotierte Professur, berufen wurde. Die erste Frau, die überhaupt in Deutschland eine Professur im Fach erhalten hatte, war 1899 Johanna Mestorf gewesen. Weitere Frauen, die sich von 1920 bis 1969 in der Ur- und Frühgeschichte habilitiert hatten, waren neben Freund nur Clara Redlich, Elisabeth Schmid, mit der Freund zusammengearbeitet hatte und befreundet war, und Waldtraut Schrickel gewesen. Erst 1991 erlangte mit Renate Rolle eine zweite und mit Amei Lang schließlich eine dritte Frau die Besoldungsgruppe C 4.
Freund lehrte in Erlangen bis zu ihrer Emeritierung 1987.
Bereits 1951 hatte Freund die Hugo Obermaier-Gesellschaft für Erforschung des Eiszeitalters und der Steinzeit mitgegründet; sie war von 1956 bis 1982 deren Schriftführerin und danach bis 1997 Vizepräsidentin. 1971 wurde sie ordentliches Mitglied des Deutschen Archäologischen Instituts. Sie war fast vier Jahrzehnte lang Mitherausgeberin des Jahrbuchs Quartär (Bände 18 bis 53/54 der Jahre 1967–2006), das Zotz 1952 gegründet hatte. Außerdem war sie Mitglied des Florentiner Istituto Italiano di Preistoria e Protostoria, Délégué de la Société Préhistorique de l’Ariège und Délégué de la Société Préhistorique Française.

## Publikationen (Auswahl)
- Die Blattspitzen des Paläolithikums in Europa, Röhrscheid, Bonn 1952.
- (Hrsg.): Festschrift für Lothar Zotz. Steinzeitfragen der Alten und Neuen Welt, Röhrscheid, Bonn 1960.
- Die ältere und die mittlere Steinzeit in Bayern, in: Jahresbericht der bayerischen Bodendenkmalpflege 4, 1963, S. 9–167, ISSN 0075-2835.
- Mikrolithen aus dem Mittelpaläolithikum der Sesselfelsgrotte im unteren Altmühltal, Ldkr. Kelheim, in: Quartär 19 (1968), S. 133–154 (online, PDF).
- mit Lothar F. Zotz: Die mittelpaläolithische Geröllgeräteindustrie aus der Umgebung von Kronach in Oberfranken (= Materialhefte zur bayerischen Vorgeschichte, 27), Lassleben, Kallmünz 1973, ISBN 3-7847-5027-3.
- Das Paläolithikum im Donaubogen südlich Regensburg (= Materialhefte zur bayerischen Vorgeschichte, Reihe A: Fundinventare und Ausgrabungsbefunde, 32), Lassleben, Kallmünz 1977, ISBN 3-7847-5032-X.
- Das Paläolithikum der Oberneder-Höhle (Landkreis Kelheim, Donau) (= Quartär-Bibliothek, 5: Das Paläolithikum und Mesolithikum des Unteren Altmühltals, 1), Röhrscheid, Bonn 1987, ISBN 3-7928-0500-6.
- Économie des ressources lithiques dans le Moustérien du Sud-Ouest de la France, in: Marcel Otte (Hrsg.): L’homme de Néandertal. Actes du colloque international de Liège (4–7 déc. 1986), Bd. 6: La Subsistance (= Etudes et recherches archéologiques de l’Université de Liège, 33), Université Liège, Lüttich 1989, S. 75–97.
- Grabungsverlauf und Stratigraphie. Lothar Zotz zum Gedenken (= Sesselfelsgrotte, 1 = Forschungsprojekt „Das Paläolithikum und Mesolithikum des Unteren Altmühltals II“, 1 = Quartär-Bibliothek, 8), Saarbrücker Druckerei und Verlag, Saarbrücken 1998, ISBN 3-930843-42-0.
- mit Ludwig Reisch (Hrsg.): Prehistoric Cultures in Nepal. From the Early Palaeolithic to the Neolithic and the Quaternary Geology of the Dang-Deokhuri Dun Valleys, 2 Bde., Harrassowitz, Wiesbaden 2007, ISBN 978-3-447-05581-9.
- mit Ludwig Reisch (Hrsg.): Naturwissenschaftliche Untersuchungen. Wirbeltierfauna 1 (= Sesselfelsgrotte, 6 = Forschungsprojekt „Das Paläolithikum und Mesolithikum des Unteren Altmühltals II“, 6), Steiner, Stuttgart 2014, ISBN 978-3-515-10603-0.